# لواسان بزرگ
لواسان بزرگ یکی از روستاهای دهستان لواسان بزرگ بخش لواسانات شهرستان شمیرانات است. فاصله این روستا تا شهر لواسان مرکز بخش لواسانات در حدود ۱۵ کیلومتر است. روستای لواسان بزرگ مرکز دهستان لواسان بزرگ بوده و در حومه شهر لواسان واقع شده‌است.

## ریشه‌شناسی
لواسان در زبان پهلوی به معنای تیغه کوهی است که محل طلوع خورشید می‌باشد و چنان‌که ناصر خسرو در سفرنامه اش ذکر کرده‌است بر کوه دماوند نهاده شده‌است. روستای لواسان بزرگ بر خلاف نامش یک روستای متوسط الجمعیت است که در حومه شهر لواسان و در دهستان لواسان بزرگ قرار دارد اما از لحاظ قدمت یکی از قدیمیترین مناطق شهرستان شمیرانات و شاید قدیمیترین آن باشد که اولین مسجد پهنه قصران در آن ساخته شده‌است که به مسجد جامع امام حسن عسگری معروف است. لواسان نامی است که بر یک شهر، دو دهستان و یک روستا نهاده شده‌است که به مجموع همه آن‌ها لواسانات می‌گویند.

## زبان گفتاری
دانشنامه ایرانیکا درباب زبان مردم بومی لواسان آورده‌است: مردم لواسان کاسپینی هستند و زبان بومی آمیخته‌ای از زبان فارسی و زبان‌های کاسپین هست که نزدیک به زبان مازندرانی در روستاهای جنوب شرق لواسان چون وسکاره و ایرا می‌باشد

## جمعیت
جمعیت روستای لواسان بزرگ بر اساس سرشماری سال ۱۳۸۵ در حدود ۴۸۳ نفر در ۱۴۸ خانوار ثبت شده‌است.

## طبیعت روستا
باغستانها و مکان‌های زیارتی این روستا آن را به یکی از هدف‌های گردشگری شمیرانات تبدیل نموده‌است.

## آثار باستانی و ملی روستا
- مسجد جامع امام حسن عسگری: اعتقاد مردم بومی این روستا نسبت به ساخت مسجد توسط شخص حسن عسکری موجب شده در سالروز کشته شدن او هزاران نفر از اقصی نقاط کشور برای زیارت به این منطقه بیایند.
- تپه باستانی سرقلعه:این بنا که از سال ۹۷ مورد اکتشاف قرار گرفته‌است، قدمت آن به قبل از میلاد مسیح بر می‌گردد.
- چشمه عین الحیات:

این چشمه در قسمت شمال شرق روستای لواسان بزرگ واقع است و آب این چشمه در گرمترین فصل سال بسیار سرد و گواراست و از لحاظ معدنی غنی‌ترین آب آشامیدنی دنیاست.
- کوه نظرگاه

امامزاده موسی رودبارمحله که از آثار باستانی ایران می‌باشد که درخت چناری به قدمت ۱۵۰۰ سال در آن قرار دارد. در تنه این درخت در سالیان قبل مغازه‌ای قرار داشته‌است.
- لواسان بزرگ دارای چهار محله اصلی است: ۱- رودبارمحله ۲- اجاره ۳- کلومحله ۴- سرده
- جستارهای وابسته